# Vranov (tvrz)
Vranov u Chocně (též Koutníkov – obojí jsou ovšem názvy novodobé) byl malý hrad nebo tvrz na skále nad údolím Tiché Orlice zvané kdysi Pelin, na východním okraji města Chocně. Patřil do skupiny opevněných sídel v okolí Chocně (tzv. choceňských hradů), spolu s Hlavačovem, Darebnicí, Zítkovem a Hrádníky.

## Historie
Kdy která ze zmiňovaných tvrzí, resp. hrádků v okolí Chocně vznikla, je těžké určit – kvůli torzovitosti písemných pramenů a jejich nejasné mluvě. Názvy Hlavačov, Zítkov a Koutníkov jsou totiž novotvary a vznikly ze jmen novověkých majitelů pozemků; původní názvy ovšem neznáme. Díky archeologickému výzkumu S. Vencla je známo, že Darebnice jsou pravěkého původu a lze je tedy z této problematiky vyloučit. Stejně lze vyloučit i vzdálenější Hrádníky, které pravděpodobně neměly s historií Chocně bližší souvislost.
V roce 1227, kdy je město poprvé zmiňováno, ještě žádný hrad nestál. V roce 1292 je ovšem situace jiná. Tehdy král Václav II. uvažoval o vybudování hradu, ale bližší podrobnosti nejsou známy. V okolí Chocně měl své majetky také Zbraslavský klášter.  Původní hrad Choceň (oppidum Kotzen), možná králem Václavem zbudovaný, byl roku 1338 zničen při známém tažení markraběte Karla proti loupeživému rytíři Mikuláši z Potštejna. Nejspíš stál na Hlavačově.
Okolo roku 1388 několikrát použil Jan starší Pykna z Lichtenburka predikát „z Nového Hradu“. O který z hradů se jednalo, není známo, ale je dosti pravděpodobné, že se jednalo o Zítkov, jenž by tomu svou dvoupalácovou dispozicí odpovídal. Od roku 1389 Nový Hrad spravoval Jan Krušina IV. z Lichtenburka, který jako poručník nezletilých dětí Jana Pykny celé panství i se „středně velikou tvrzí“ (in Choczni medium opidum) 27. prosince 1397 fingovaně prodal vzdálenému příbuznému Hynkovi z Třebechovic. Dál jej však ve skutečnosti držel, a proto mohl již následující rok darovat choceňskému kostelu pozemky u nedaleké obce Hemže a také zaniklý mlýn pod „Choceňským hradem“. A teprve tímto hradem byl pravděpodobně Vranov, který se nachází obci nejblíže a stával pod ním mlýn. Bližší dobu vzniku je však těžké určit; snad to bylo mezi lety 1366–1398. Svojí malou rozlohou však připomíná tvrz, proto se za jeho zakladatele dá spíše považovat šlechtic než král.
V letech 1406–1410 Choceňský hrad (Vranov?) vlastnil Zikmund Pykna z Lichtenburka, jenž jej (před odjezdem do bitvy u Grunwaldu) opět fingovaně prodal, a sice Bočkovi staršímu z Poděbrad, jak je dosvědčeno ze zápisů o dědických sporech v knihách provolacích; poté připadlo celé panství jakožto odúmrť králi, a ten je udělil nejprve nejvyššímu purkrabímu Lackovi z Kravař a posléze roku 1417 pak Půtovi III. z Častolovic. Z toho roku pochází poslední zmínka o hrádku. Ten byl pravděpodobně v roce 1433 vypálen Janem Koldou ze Žampachu. V roce 1454 připojil zemský správce Jiří z Poděbrad Choceň k svému potštejnskému panství a hrad již nebyl obnoven.

## Popis
Hrad stával na opukové skále v přírodní rezervaci Peliny. Přístupová cesta vedla od severu, z ostatních stran byl díky strmosti skály přístup nemožný. Přístupová cesta byla několikrát přerušena příkopem. Pravděpodobně jedinou kamennou stavbou hradu byla věž. Bližší poznatky byl mohl přinést archeologický průzkum. Na konci 18. století zde měla být vidět studna.